# Mykola Kateryntchouk
Mykola Dmytrovych Kateryntchouk (en ukrainien : Микола Дмитрович Катеринчук), né le 19 novembre 1967, est un homme politique et juriste ukrainien, membre de la Rada qui préside le Parti européen d'Ukraine depuis 2007.